# Informační služba národního osvobození
Informační služba národního osvobození (ISNO) byla levicově zaměřená ilegální tiskovina vycházející v období německé okupace Čech a Moravy. Tiskovina vycházela v roce 1939 a přinášela zprávy z Protektorátu i ze zahraničí, ale i pokyny pro obyvatelstvo.

## Historie
První číslo bylo vydáno v květnu 1939. Zakladatelem byl František Ošanec. Redakci dále tvořili Otto Pohl, Peter Lammel, Milan Tesař, Jaroslav Bílý, Vojtěch Erban, Emanuel Pluhař a Jiří Hájek. Díky Hájkovi byl časopis volně propojen s Národním hnutím pracující mládeže (NHPM). Redakce byla dále prostřednictvím některých redaktorů volně propojena i s redakcí ilegálního časopisu V boj. Díky tomu ISNO získal lepší zázemí a rozšíření distribuční sítě. Distribuován byl časopis v Praze, Plzni, Českých Budějovicích a Jindřichově Hradci.
Po zatčení několika kolportérů koncem srpna 1939 byl zatčen i Ošanec, byl však propuštěn jako návnada pro další odbojáře. Podařilo se mu ale uprchnout do Velké Británie. V Čechách poté přestal časopis vycházet, ale několik čísel vyšlo ještě na Moravě. Konec časopisu je spojen s likvidací NHPM v listopadu 1939.

## Obsah
Ideově byl časopis zaměřen levicově (někteří z vydavatelů byli komunisté, články byli protikapitalistické a prosovětské), přesto se hlásil k západnímu odboji a Edvardu Benešovi. Chybně byl též považován za tiskový orgán NHPM.
Časopis otiskoval informace z ciziny, získávané ze západních periodik včetně periodik vydávaných českým exilem. Domácí zprávy informovaly především o nacistickém teroru na území Protektorátu i o situaci na Slovensku. Většina domácích zpráv pocházela z tzv. šeptandy a nebylo možné ověřit její pravost. Občas byli otiskovány i praktické informace, např. jak se chovat při zatčení gestapem.
Od května do listopadu 1939 vyšlo celkem 20 čísel (dochovalo se 14), náklad se pohyboval od počátečních 100 kusů až po 500–600 kusů.